# Akerendam (landgoed)
Akerendam is een landgoed in Beverwijk.
Het landgoed is in 1636 - 1639 ontstaan toen Jan Bicker verscheidene stukken land aankocht en er een buitenplaats op liet bouwen. Huis en tuin werden in renaissancestijl aangelegd. Halverwege de achttiende eeuw is het huis verbouwd naar de Lodewijk XV-stijl. De theekoepel aan de Velserweg is aan het begin van de negentiende eeuw gebouwd door Johan Arnold Bloys van Treslong.
In 1916 werd het huis door de familie Sluyterman van Loo bestemd voor de huisvesting en verpleging van oude dames. Nadat de stichting in de jaren 70 naast Huis Akerendam de serviceappartementen Nieuw Akerendam had gerealiseerd, kreeg het historische huis een representatieve en culturele functie. Na 1980 is de ommuurde moestuin heraangelegd en werden een oranjerie, een schuur en een plantenkas gebouwd naar een ontwerp van de architect René Bosch van Drakenstein.

## Externe links

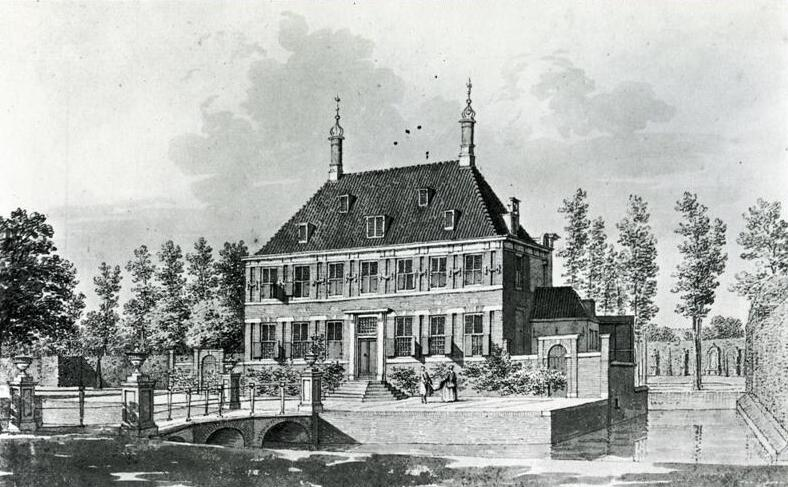
Kasteel Akerendam in 1756
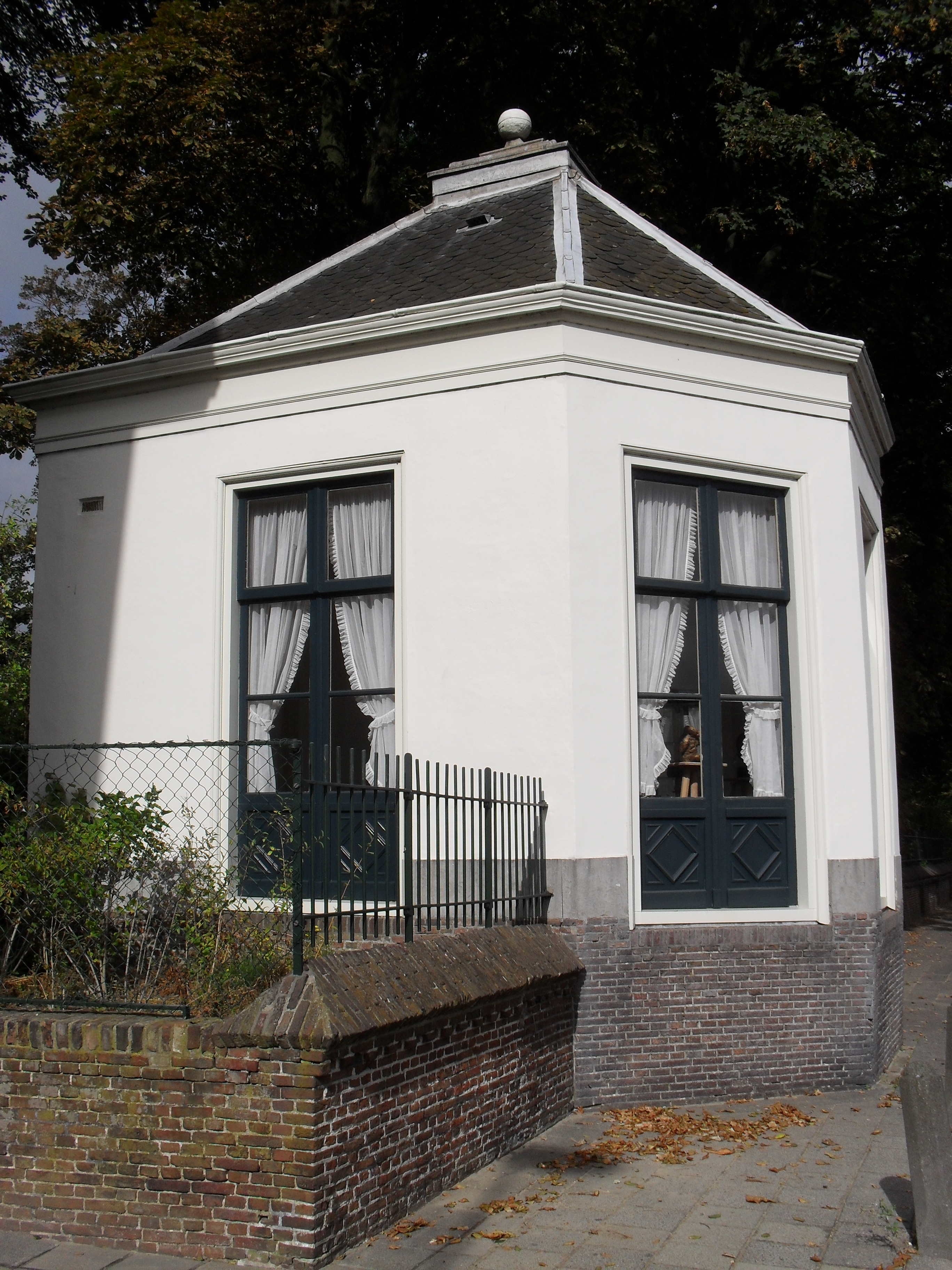
Theekoepel op landgoed Akerendam
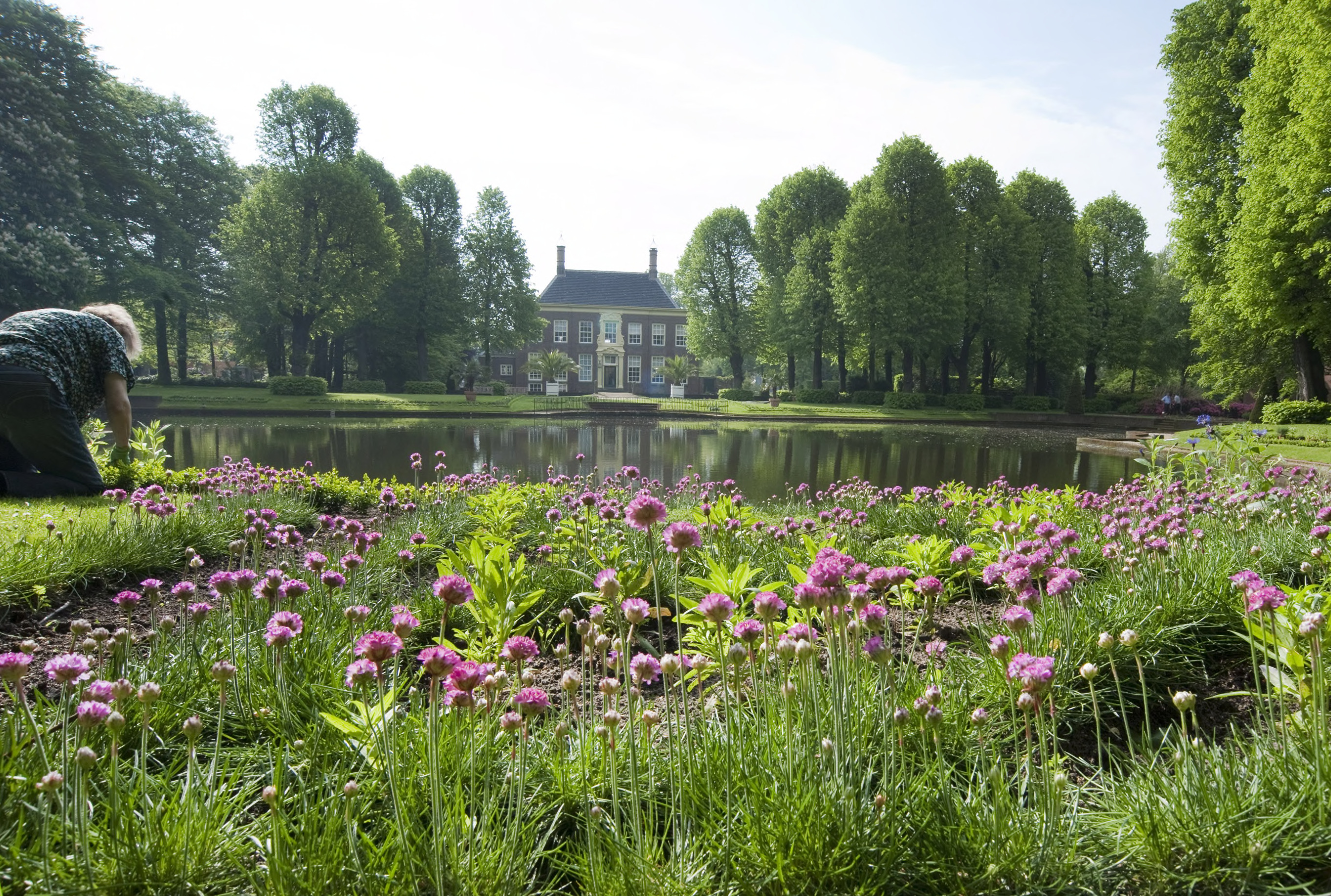
Bloemperken op landgoed Akerendam